# Steindorf am Ossiacher See
Steindorf am Ossiacher See é um município da Áustria localizado no distrito de Feldkirchen, no estado de Caríntia.